# François-Xavier Schoepfer
Pour les articles homonymes, voir Schöpfer.
François-Xavier Schoepfer (né le 22 avril 1843 à Wettolsheim,  mort à Tarbes le 24 août 1927, également orthographié Schrepfer) fut évêque de Tarbes du 7 décembre 1899, et de Lourdes en 1912,  à sa mort. Peu connu, il a pourtant marqué, et été marqué par, son époque par plusieurs évènements dont la construction d'une réplique de la grotte de Lourdes dans son village natal de Wettolsheim et la loi de séparation de l'Église et de l'État.

## Biographie

### Jeunesse

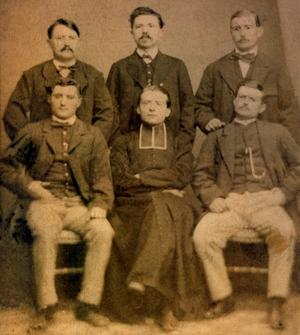
Le jeune Francois-Xavier Schoepfer et ses frères vers 1880.

François-Xavier Schoepfer est né dans une famille bourgeoise d'Alsace, à Wettolsheim. Ses aïeux avaient bâti leur fortune sur des cultures de vignes. Il reçut l'éducation catholique dès son plus jeune âge et manifesta rapidement son amour pour la religion. Très rapidement, il est envoyé au séminaire. 

### Le passage dans les ordres
Ordonné prêtre le 22 décembre 1866 pour le diocèse de Paris, son origine sociale lui permit de s'imposer pour les votes et nominations qu'il eut à franchir. Curé de la paroisse Saint-Georges de la Villette de 1895 à 1899, il est nommé évêque de Tarbes, l'un des lieux les plus renommés du catholicisme, le 7 décembre 1899.

### Évêque de Tarbes
En 1902, le futur pape Pie X, encore patriarche de Venise, voulut se rendre à Lourdes. Cependant, son état de santé détérioré ne le lui permit pas. Accédant au Saint-Siège, il demanda, dans une lettre, à Schoepfer de confier son pontificat à la Vierge Marie.
En tant qu'évêque de Tarbes dans les années 1900, il vécut la séparation de l'Église catholique et de l'État français en 1905 (loi de séparation de l'Église et de l'État). Il se fit connaitre pour ses revendications, surtout du point de vue de la dépendance financière de l'Église par rapport à l'État en France. Sa lettre ouverte dans Le Semeur des Hautes-Pyrénées du dimanche 15 avril 1906 montre son pessimisme sur la survie des églises et paroisses de France sans l'apport financier de l'État d'avant 1905. 

Les frais du culte.
Lettre circulaire de Mgr l’évêque de Tarbes prescrivant une souscription générale pour subvenir aux frais du Culte dans le Diocèse. 
Nos Très Chers Frères,
La loi qui sépara l’Église de l’État commence à produire ses effets, et déjà l’arbre peut être jugé par ses fruits naissants […].
Nous vous disions que cette loi si elle était votée contre toute raison, mettrait des entraves à la célébration du culte religieux ou, plutôt, le supprimerait fatalement dans beaucoup de paroisses, en les réduisant à l’impossibilité d’en supporter les frais […].
Le Diocèse de Tarbes, dont le Clergé se compose à peu près de six cents prêtres, touchait en 1905, sur le budget des cultes, la somme de 397000 francs, chiffre assez considérable à première vue, mais qui se réduit à des moyennes bien modestes en arrivant jusqu’à tous ceux qui sont appelés à se le partager.
Or, à la suite des suppressions opérées par la loi de séparation, le Clergé du Diocèse perd, dès la présente année 1906, la somme de 77889 francs ; ce déficit va augmenter successivement de 14519 fr. en 1907, de 54323 en 1908, et ainsi de suite, si bien que, dans quelques années, il atteindra le chiffre formidable de 262538 francs, jusqu’à ce qu’enfin, toutes les allocations et toutes les pensions étant abolies, les prêtres se trouvent privés, jusqu’au dernier centime d’un traitement […].
Joignez à cela que cette opération de dépouillement se poursuivra sur un autre point […]. Dans cinq ans, les curés seront expulsés de leurs presbytères ; dans quatre ans ou dans huit ans, selon les circonstances, les prêtres, comme aussi les églises, ne pourront plus recevoir des communes ni allocations, ni secours d’aucune sorte […].
Toutefois, en attendant que vous obteniez par de pacifiques mais énergiques réclamations, c’est-à-dire, le bulletin de vote à la main, le respect effectif de vos droits à la vie religieuse, laissez-nous faire appel à votre charité […]. Nous Nous bornons, cette année, à prescrire une souscription générale dans notre Diocèse. Elle se fera dans chaque paroisse par les soins de zélateurs ou de zélatrices de bonne volonté, désignés par M. le Curé. Ceux-ci se présenteront chez vous de notre part, à intervalles périodiques, déterminés selon votre désir : une fois seulement au cours de l’année, ou plusieurs fois, ou même chaque mois ou chaque semaine.
Le détail des offrandes ainsi recueillies, anonymes ou personnellement désignées, sera publié par MM. Les Curés tous les semestres, dans chaque paroisse, de telle façon qu’ils puissent transmettre à leur Doyen respectif, le 1er juin et le 1er décembre, les souscriptions de leurs paroissiens […].
Donné à Lourdes, en notre Chalet épiscopal, le lundi saint 9 avril 1906.
FR.-XAVIER.
Évêque de Tarbes.

Il y fit donc part de son idée de créer une quête dans les paroisses, créant ainsi une chose qui existe encore de nos jours, le denier du culte.
Il organisa le cinquantième anniversaire de l'apparition de la Vierge Marie à Bernadette Soubirous en 1908.

### Évêque de Tarbes et de Lourdes

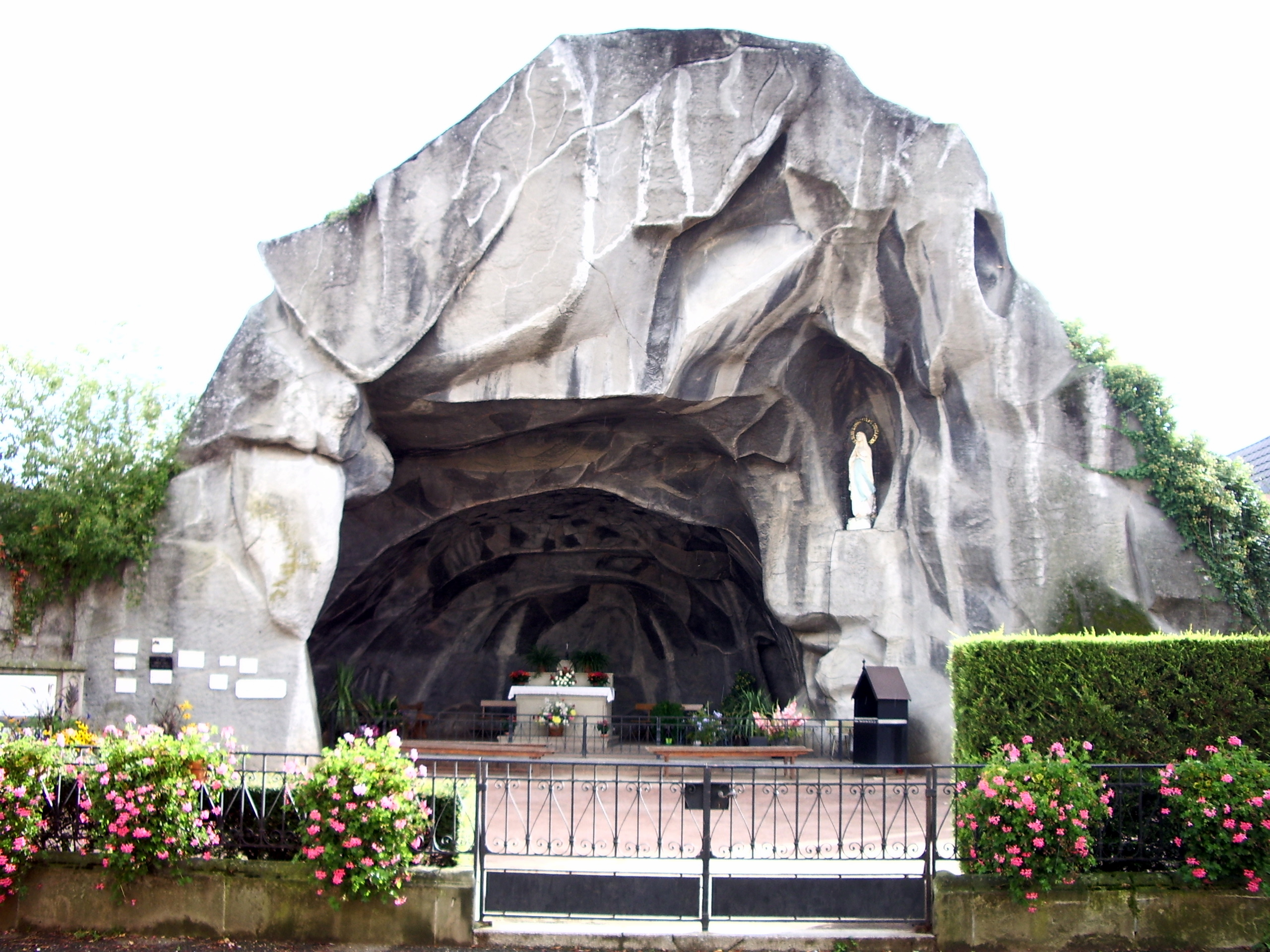
Grotte de Wettolsheim construite sur la demande de Schoepfer.

En 1912, le statut d'évêque de Tarbes est modifié. Schoepfer fut donc le premier à porter ce titre.
La même année, sa maison natale brûla à Wettolsheim. Demandant la permission à ses frères, il eut alors l'idée, en remerciement à la Vierge Marie de Lourdes, de créer, en Alsace, une « copie exacte » de la grotte de Lourdes, sur le lieu même de sa maison. Pour parfaire sa réplique, il fit venir de Lourdes un bloc issu de la grotte même pour qu'il soit installé en lieu et place identique à Wettolsheim. Il fit alors faire une statue identique à celle de la Vierge Marie de Lourdes pour l'installer sur ce bloc. L'architecte de l'agencement du lieu fut un certain Burgy.
Il meurt le 24 aout 1927 et est enterré dans la cathédrale de Tarbes.

## Distinction
- Chevalier de la Légion d'honneur (12 février 1923)[4]